# ギタ・ゼレニー
ギタ・ゼレニー（ドイツ語: Gitta Sereny, 1921年3月13日 – 2012年6月14日）は、オーストリア出身のジャーナリスト、伝記作家。

## 経歴
1921年、オーストリアの首都・ヴィーンで生まれた。父親はハンガリー人の貴族、シェリーニ・フェルディナンド(Serény Ferdinánd)で、プロテスタントの信者であった。母のマルギット・ヘルツフェルト(Margit Herzfeld)はドイツ・ハンブルク出身の女優であった。ギタが2歳のとき、父は死んだ。ギタの義理の父親はオーストリア＝ハンガリー帝国生まれの経済学者、ルートヴィヒ・フォン・ミーゼス(Ludwig von Mises)であった。ギタの母親がミーゼスと再婚したのは、オーストリアがナチス・ドイツに併合される少し前のことであった。
父・フェルディナンドはイギリスびいきであり、自分の子供をイギリスで学ばせたい、と考えていた。その意向のもと、ギタはイングランド・ケント州にある寄宿学校(Boarding School)に通い、英語を学んだ。1934年、オーストリアに帰国していたギタは再び寄宿学校へと向かうため、列車に乗っていたが、その列車が故障し、ニュルンベルクで遅延した。ギタはここで国家社会主義ドイツ労働者党が党大会を開催しているのを目撃し、それに参加したという。寄宿学校に到着したギタは、担任の教師から、「自分が何を見たのかを理解できるように」と、アドルフ・ヒトラー(Adolf Hitler)の『我が闘争』を渡された。これを読んだギタは「ヒトラーはユダヤ人を心底嫌っている」と述べたという。ナチスの党大会に参加したという経験は、彼女をナチスの支持者に変えることは無かった。悪の魅力を探求したいという彼女の衝動は、このときの経験に根ざしていたという。
1938年、ナチス・ドイツがオーストリアを占領すると、ギタはフランスに移住した。ドイツ占領下のフランスで孤児たちの世話をしていたが、祖国解放を掲げて戦っていた地下組織とのつながりを理由に、国外に脱出した。
第二次世界大戦が終わると、連合国の占領下にあったドイツにて、ゼレニーは連合国救済復興機関(The United Nations Relief and Rehabilitation Administration)に雇われ、難民を支援するために働いた。彼女は、「アーリア人」として育てられる目的でナチスに誘拐された子供たちを本人の家族と再会させるという役目も負っていた。さらわれた子供たちは、必ずしも元の家族のことを覚えているわけではなく、この経験は心的外傷をもたらす可能性があったが、ギタがその子供たちを列車に乗せてポーランドに連れて戻ったとき、子供たちは立ち直った様子を見せ、それを見た家族がとても喜んでいたのを確認したという。
1947年、ゼレニーはフランスに戻り、パリで暮らしていた。ここで将来の夫となるアメリカ人の写真家、ドン・ハニーマン(Don Honeyman)と出会い、1948年に2人は結婚した。ハニーマンの仕事の都合で、夫婦はパリからロンドンに移り、1952年にはニューヨーク市に移住した。
1966年以降、ゼレニーはジャーナリストとして活動を始めた。彼女はジャーナリストとしての訓練を受けたことはないが、1960年代半ばから1970年代にかけて、複数の新聞や雑誌に記事を寄稿した。1966年、ゼレニーはデイリー・テレグラフ(The Daily Telegraph)に専門的な記事を初めて寄稿した。ゼレニーの書いた記事の多くは、若者、社会保障、子供・両親・社会との関係に関するものであった。のちにゼレニーは、1968年に2人の男児を殺害した当時11歳の少女、メアリー・ベルの裁判を取材し、メアリー・ベルによる殺人事件に関する詳細な調査を行った。

## 作品
1972年にゼレニーが出版した『The Case of Mary Bell』は、メアリーの家族、友人、裁判中にメアリーの面倒を見た専門家への取材訪問の記録である。この本の編集を担当したのはダイアナ・アトヒル(Diana Athill)で、ゼレニーの他の著書『Into That Darkness』の編集も担当した。『Into That Darkness』は、絶滅収容所(Extermination Camps)の長官であったフランツ・シュタングル(Franz Stangl)の有罪について検証した本である。1945年に行われたニュルンベルク裁判にて、ゼレニーは傍聴者の1人として出席した。このとき、彼女はナチス・ドイツの軍需大臣であったアルベルト・シュペーア(Albert Speer)の姿を目撃した。のちにゼレニーは、シュペーアについて記述した伝記『Albert Speer: His Battle with Truth』を書くことになる。裁判中、ゼレニーはフランツ・シュタングルに接触し、取材を始めた。ゼレニーは記事を書くにあたって獄中のシュタングルと70時間に亘る面談を実施した。シュタングルは面談の終わり際に自身の罪を認め、その19時間後に心臓発作を起こして死亡した。
ゼレニーは、迫害者としてのナチスの精神を探ろうとした。1995年に出版した『Albert Speer: His Battle with Truth』は、アルベルト・シュペーアの伝記で、ゼレニーは「シュペーアがホロコースト(Holocaust)についてどこまで知っていたのか？」を探っている。ニュルンベルク裁判では、シュペーアはホロコーストについて「一切知らなかった」と主張し、死刑を免れた。しかしながら、戦後になってシュペーアが南アフリカに住むユダヤ人の団体に手紙を宛てた事実や、1942年1月に行われた、ユダヤ人の殺害についての会議に彼の補佐官が出席していた事実に基づき、シュペーアがユダヤ人の虐殺の事実を知らなかったはずはない、と結論付けている。『Albert Speer: His Battle with Truth』は、1995年に「ジェイムズ・テイト・ブラック記念賞」(James Tate Black Memorial Prize)およびダフ・クーパー賞を受賞した。この本は、脚本家のデイヴィッド・エドガー(David Edgar)による翻案のもと、舞台『Albert Speer』の題材となり、2000年に国立劇場でトレヴァー・ナン(Trevor Nunn)による演出で上演された。
1998年に出版された『Cries Unheard』は、メアリー・ベルにまつわる2冊目の本である。ゼレニーはこの本の出版手数料をメアリー・ベルと共同で負担し、さらに本の制作の報酬としてメアリー・ベルにお金を渡したことで論争の原因となり、批判を浴びた。この本を出した目的について、ゼレニーは「この恐るべき犯罪を再現することではなく、何故このようなことが起こり得たのか、を理解することにあります」と述べた。
2002年にゼレニーが出版した『The German Trauma』の第19章について、彼女は以下のように書いている。「この本の第19章は、第三帝国以前、最中、その終焉以降のドイツに密接に関係しています。1938年から1999年にかけて、すなわち、私自身のほぼ全生涯に亘って見たり聞いたりしてきた事柄のおおよそを、順番に説明しています」

### デイヴィッド・アーヴィングと名誉棄損訴訟
ナチスによるユダヤ人虐殺を否定しているイギリスの歴史家、デイヴィッド・アーヴィング(David Irving)は、『オブザーヴァー』(The Observer)に掲載された2つの論評にて「ギタ・ゼレニーは、『デイヴィッド・アーヴィングはナチスを復興させる目的で歴史の記録を誣告しようとしている』と決め付けている」として、ゼレニーとガーディアン紙の系列会社を相手取り、名誉棄損の訴訟を起こした。アーヴィングは、著書『Hitler's War』（『ヒトラーの戦争』）を出版してから、自分に反論してきたゼレニーのことを「あの皺くちゃ顔のナチス探求者」と呼び、彼女に対して私怨を抱いていた。1977年、ゼレニーは、「ヒトラーは『最終解決策』について何も知らなかった。それゆえに『最終解決策』を命じることは不可能であった」とするアーヴィングの主張の根拠となる出典について照らし合わせたところ、アーヴィングは自身の主張と矛盾する内容の主張も書いていたことを示した。「私は多くの人物を知っている。彼と同じく、ヒトラーの仲間だった人物を・・・」。のちにゼレニーは「彼にとって、あれは恐怖なのです。彼はこう言いました。『我々は同じボウルの中で押し合い圧し合いしているのだ』と。彼はそのボウルを大いに楽しんでいるが、私は違う。私が見るに、彼にとって、これは悩みの種なのです」と語った。
訴訟は最終的に取り下げられたが、ガーディアン紙の系列会社は、この訴訟と法的弁護に対して80万ポンドを費やすに至った。

## 死
晩年のゼレニーは長期に亘って闘病生活を送っていた。2012年6月14日、ゼレニーはケンブリッジにて亡くなった。91歳であった。

## 寄稿記事
- Die falsche Schuld. In: Die Zeit vom 23. Oktober 1992 (online)
- Der falsche Mann. In: Die Zeit vom 6. August 1993 (online)
- The tragedy of Mary Bell. A tale of three enduring burdens. In: The Times vom 24. Mai 2003 (online)
- Wie viel wusste Albert Speer? In: Der Tagesspiegel vom 9. Mai 2005 (über Heinrich Breloers Speer-Trilogie Speer und Er)

## 著書
英語
- The Case of Mary Bell. 158 of Pimlico (Series). United Kingdom: Random House. (13 February 1995). ISBN 978-0-7126-6297-0
- Into That Darkness: from Mercy Killing to Mass Murder, a study of Franz Stangl, the commandant of Treblinka (1974, second edition 1995)
- The Invisible Children: Child Prostitution in America, West Germany and Great Britain (1984)
- Albert Speer: His Battle with Truth (1995, 1996 paperback)
- Cries Unheard: The Story of Mary Bell (1998)
- The German Trauma: Experiences and Reflections, 1938–2001 (2002)[16]

ドイツ語
- Am Abgrund. Eine Gewissensforschung. Gespräche mit Franz Stangl, Kommandant von Treblinka, u. a. Ullstein, Frankfurt am Main/Berlin 1979, ISBN 3-548-34024-5.
- Am Abgrund. Gespräche mit dem Henker. Überarbeitete Neuausgabe. Piper, München 1995, ISBN 3-492-11867-4.
- Das deutsche Trauma. Eine heilende Wunde. Autobiografie, aus dem Englischen übertragen von Rudolf Hermstein. Bertelsmann, München 2002, ISBN 3-570-00558-5. (Rezension:[17])
- Das Ringen mit der Wahrheit. Albert Speer und das deutsche Trauma. Aus dem Englischen übertragen von Helmut Dierlamm. Kindler, München 1995, ISBN 3-463-40258-0.
- Ein Kind mordet. Der Fall Mary Bell. Fischer-Taschenbuch-Verlag, Frankfurt am Main 1980, ISBN 3-596-26721-8.
- Kinder morden Kinder. Der Fall Mary Bell. Erweiterte und bearbeitete Neuausgabe. Rowohlt, Reinbek bei Hamburg 1995, ISBN 3-499-19699-9.
- Schreie, die keiner hört. Die Lebensgeschichte der Mary Bell, die als Kind tötete. Bechtermünz, Augsburg 2001, ISBN 3-8289-6970-4.